# Grigory Margulis
Grigory Aleksandrovich Margulis (tiếng Nga: Григо́рий Алекса́ндрович Маргу́лис, sinh ngày 24 tháng 2 năm 1946) là một nhà toán học  người Mỹ gốc Nga được biết đến với công trình nghiên cứu về các dàn trong các nhóm Lie và việc đưa ra các phương pháp của lý thuyết ergodic vào xấp xỉ diophantine. Ông đã được nhận Huy chương Fields vào năm 1978, Giải Wolf về Toán học năm 2005 và Giải thưởng Abel vào năm 2020, trở thành nhà toán học thứ năm nhận được ba giải thưởng này. Năm 1991, ông tham gia giảng dạy tại Đại học Yale, nơi ông hiện là Giáo sư Toán học Erastus L. De Forest.

## Tiểu sử
Margulis sinh ra trong một gia đình người Nga gốc Do Thái Litva ở Moskva, Liên Xô.
Năm 1962, ở tuổi 16, ông đã giành được huy chương bạc tại Olympic Toán học quốc tế.
Ông nhận bằng Tiến sĩ năm 1970 tại Đại học Tổng hợp Moskva, bắt đầu nghiên cứu lý thuyết ergodic dưới sự hướng dẫn của Yakov Sinai. Công trình ban đầu của ông với David Kazhdan đã trở thành định lý Kazhdan – Margulis, một kết quả cơ bản về các nhóm rời rạc. Định lý superrigidity của ông từ năm 1975 đã làm sáng tỏ một lĩnh vực của các giả thuyết cổ điển về đặc trưng của các nhóm số học giữa các dàn trong các nhóm Lie.
Ông đã được trao tặng Huy chương Fields vào năm 1978, nhưng không được phép đến Helsinki để nhận trực tiếp, được cho là do thái độ chống lại các nhà toán học Do Thái ở Liên Xô. Vị trí của ông được cải thiện, và vào năm 1979, ông đến thăm Bonn, và sau đó có thể tự do đi lại, mặc dù ông vẫn làm việc tại Viện Các vấn đề về Truyền dẫn thông tin. Năm 1991, Margulis nhận một vị trí chuyên môn tại Đại học Yale.
Margulis được bầu làm thành viên của Viện Hàn lâm Khoa học Quốc gia Hoa Kỳ vào năm 2001. Năm 2012, ông trở thành thành viên danh dự của Hội Toán học Hoa Kỳ.
Năm 2005, Margulis nhận được giải thưởng Wolf vì những đóng góp của ông trong lý thuyết dàn và các ứng dụng của lý thuyết ergodic, lý thuyết biểu diễn, lý thuyết số, tổ hợp và lý thuyết độ đo.
Năm 2020, Margulis nhận Giải thưởng Abel cùng với Hillel Furstenberg "vì đi tiên phong trong việc sử dụng các phương pháp từ xác suất và động lực học trong lý thuyết nhóm, lý thuyết số và tổ hợp."

## Các ấn phẩm chọn lọc

### Sách
- Discrete subgroups of semisimple Lie groups, Ergebnisse der Mathematik und ihrer Grenzgebiete (3) [Results in Mathematics and Related Areas (3)], 17. Springer-Verlag, Berlin, 1991. x+388 pp. ISBN 3-540-12179-X MR1090825
- On some aspects of the theory of Anosov systems. With a survey by Richard Sharp: Periodic orbits of hyperbolic flows. Translated from the Russian by Valentina Vladimirovna Szulikowska. Springer-Verlag, Berlin, 2004. vi+139 pp. ISBN 3-540-40121-0ISBN 3-540-40121-0 MR2035655

### Bài giảng
- Oppenheim conjecture.  Fields Medallists' lectures,  272–327, World Sci. Ser. 20th Century Math., 5, World Sci. Publ., River Edge, NJ, 1997 MR1622909
- Dynamical and ergodic properties of subgroup actions on homogeneous spaces with applications to number theory.  Proceedings of the International Congress of Mathematicians, Vol. I, II (Kyoto, 1990),  193–215, Math. Soc. Japan, Tokyo, 1991 MR1159213